# Troy University
Die Troy University ist eine staatliche Universität in Troy im US-Bundesstaat Alabama. Der Campus besteht aus 36 Gebäuden auf 1,9 km² sowie dem angrenzenden Troy University Arboretum, ein Arboretum mit einer Fläche von etwa 30 Hektar. Das Troy University System besteht insgesamt aus 60 Standorten in 17 US-Bundesstaaten und 11 anderen Ländern. Das System umfasst auch drei weitere Universitäten im Bundesstaat Alabama, in Dothan, Montgomery und Phenix City.

## Geschichte
Die Troy University wurde 1887 als Troy State Normal School mit dem Auftrag gegründet, Lehrer auszubilden und zu schulen. Nach dem Zweiten Weltkrieg verdoppelte sich die Zahl der Studierenden und das Lehrprogramm wurde umfassend erweitert. Diese Erweiterung kam 1957 auch durch die Änderung des Namens in Troy State College zum Ausdruck. In den 1950er Jahren bot das College Kurse für Militärpersonal im nahen Fort Rucker an; das Kursangebot für die Maxwell Air Force Base entwickelte sich später zum Montgomery Campus der Universität. 1967 bis 2004 hieß die Hochschule Troy State University.

## Zahlen zu den Studierenden
Im Herbst 2020 waren 16.497 Studierende an der Troy-Universität eingeschrieben. Davon strebten 12.712 (77,1 %) ihren ersten Studienabschluss an, sie waren also undergraduates. Von diesen waren 63 % weiblich und 37 % männlich; 1 % bezeichneten sich als asiatisch, 31 % als schwarz/afroamerikanisch, 4 % als Hispanic/Latino und 53 % als weiß. 3.785 (22,9 %) arbeiteten auf einen weiteren Abschluss hin, sie waren graduates.
Die Zahl der Studierenden war früher deutlich höher: sie betrug im Herbst 2007 insgesamt 29.580, 2008 insgesamt 29.505, erreichte 2009 mit 30.564 den Höchstwert und fiel dann über 26.172 (2011), 22.554 (2012), 20.573 (2013), 19.041 (2014) und 17.765 (2015) auf den heutigen Wert.

## Sport

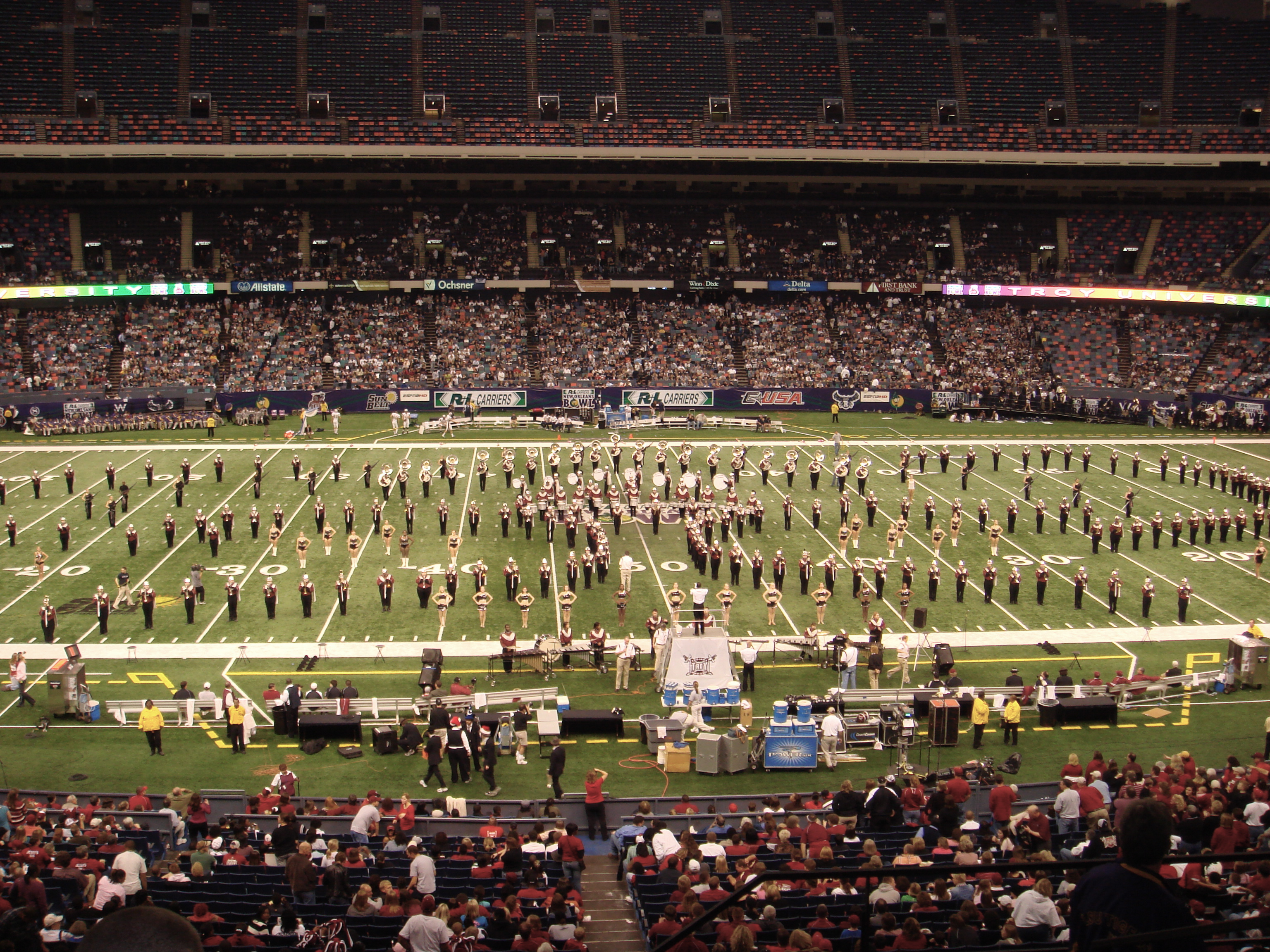
Die Marching Band beim New Orleans Bowl 2006

Die Sportteams der USA sind die Trojans. Die Hochschule ist Mitglied in der Sun Belt Conference.

## Bekannte Ehemalige
- William George Gregory (* 1957), Astronaut
- James Donald Halsell (* 1956), Astronaut
- Kevin Richard Kregel (* 1956), Astronaut
- Windham Rotunda (1987–2023), besser bekannt als Bray Wyatt, Wrestler
- Thomas Seay (1846–1896), Politiker und 27. Gouverneur von Alabama
- DeMarcus Ware (* 1982), ehemaliger Footballspieler
- Tarvaris Jackson (1983–2020), American-Football-Spieler